# Cile ai Giochi della XXIV Olimpiade
Il Cile partecipò ai Giochi della XXIV Olimpiade, svoltisi a Seul, Corea del Sud, dal 17 settembre al 2 ottobre 1988, con una delegazione di 17 atleti impegnati in sei discipline.

## Medaglie
| Medaglia | Atleta                 | Sport | Evento         |
| -------- | ---------------------- | ----- | -------------- |
| Argento  | Alfonso de Iruarrizaga | Tiro  | Skeet maschile |